# Constitution de la Thaïlande
La Thaïlande est l’un des pays au monde où la longévité des constitutions est la plus faible : une tous les quatre ans et demi en moyenne . En 2022, au cours de 90 années de démocratie, la Thaïlande a connu pas moins de vingt constitutions et de nombreux coups d’État, le dernier remontant à 2014. Ces incessants changements de constitution en Thaïlande sont la traduction de la lutte de pouvoir entre le palais, la société civile et l'armée.
La période la plus turbulente de l'histoire constitutionnelle de la Thaïlande se situe entre 1972 et 1978 avec quasiment une nouvelle constitution par an.
Les périodes les plus stables de l'histoire constitutionnelle de la Thaïlande sont celle de la constitution de 1932 mettant fin à la monarchie absolue (entre 1932 et 1946 ; 14 ans) ; celle de la constitution de 1959 (entre 1959 et 1968 ; 9 ans) ; celle de la constitution de 1978 (entre 1978 et 1991 ; 13 ans) ; et celle de la constitution de 1997 nommée la "Constitution du peuple", le texte le plus remarquable au regard de l’aspect démocratique car c'est la première constitution du pays débarrassée de l'influence des militaires (entre 1997 et 2006 ; 9 ans).
À titre de comparaison, en France, quinze constitutions ont été écrites entre 1789 et 1958 : une tous les quinze ans en moyenne. Les périodes les plus stables de l'histoire constitutionnelle de la France sont celle des lois constitutionnelles de 1875 (en vigueur jusqu'en 1940) et celle de la constitution de 1958 (toujours en vigueur en 2024).
La Thaïlande a connu de très nombreuses constitutions :
- la constitution de 1932, de 1932 à 1946 ;
- la constitution de 1946, de 1946 à 1947 ;
- la constitution de 1947, de 1947 à 1949 ;
- la constitution de 1949, de 1949 à 1952 ;
- la constitution de 1952, de 1952 à 1959 ;
- la constitution de 1959, de 1959 à 1968 ;
- la constitution de 1968, de 1968 à 1972 ;
- la constitution de 1972, de 1972 à 1974 ;
- la constitution de 1974, de 1974 à 1976 ;
- la constitution de 1976, de 1976 à 1977 ;
- la constitution de 1977, de 1977 à 1978 ;
- la constitution de 1978, de 1978 à 1991 ;
- la constitution de 1991, de 1991 à 1997 ;
- la constitution de 1997, de 1997 à 2006 ;
- la constitution de 2006, de 2006 à 2007 ;
- la constitution de 2007, de 2007 à 2014 ;
- la constitution de 2014, de 2014 à 2017 ;
- la constitution de 2016, depuis 2017.

## Compléments